# 長潟 (新潟市中央区)
長潟（ながた）は、新潟県新潟市中央区の町字。現行行政地名は長潟一丁目から長潟三丁目と大字長潟。住居表示は一丁目から三丁目が実施済み区域、大字が未実施区域。郵便番号は950-0932。

## 概要
1889年（明治22年）から現在までの大字。及び1985年（昭和60年）から現在までの町名。鳥屋野潟南部の低い砂丘上に位置する。もとは1889年（明治22年）まであった長潟新田の区域の一部。
昭和40年代後半から人口が増加し、住宅地として発展した。

### 隣接する町字
北から東回り順に、以下の町字と隣接する。
- 弁天橋通
- 姥ケ山
- 南長潟
- 江南区亀田長潟
- 清五郎

※ 鳥屋野潟を挟んで紫竹山と隣接。

## 歴史
1640年（寛永17年）に、加賀国細坪村の仁兵衛、清蔵ら8名が移住したことにより開発。

### 分立した町字
1889年（明治22年）以後に、以下の町字が分立。
清五郎 （せいごろう）
1962年（昭和37年）に、長潟の一部が改称してできた町名。地名は、この地で最初に死亡した開拓者である「清五郎」にちなむ。
南長潟 （みなみながた）
1985年（昭和60年）に、長潟の一部が改称してできた町名。

### 年表
- 1889年（明治22年）4月1日 : 合併により山潟村の大字となる。当初は長潟新田と称した。
- 1901年（明治34年）11月1日 : 合併により石山村の大字となる。
- 1943年（昭和18年）5月3日  : 合併により新潟市の大字となる。
- 1985年（昭和60年） : 一部が長潟1～3丁目となる[5]。
- 2007年（平成19年）4月1日 : 新潟市の政令指定都市移行により、中央区の大字となる。

## 世帯数と人口
2018年（平成30年）1月31日現在の世帯数と人口は以下の通りである。
| 大字・丁目 | 世帯数    | 人口    |
| ---------- | --------- | ------- |
| 長潟       | 275世帯   | 764人   |
| 長潟一丁目 | 212世帯   | 485人   |
| 長潟二丁目 | 398世帯   | 887人   |
| 長潟三丁目 | 239世帯   | 529人   |
| 計         | 1,124世帯 | 2,665人 |

## 小・中学校の学区
市立小・中学校に通う場合、学区は以下の通りとなる。
| 大字・丁目 | 番地 | 小学校             | 中学校             |
| ---------- | ---- | ------------------ | ------------------ |
| 長潟       | 全域 | 新潟市立山潟小学校 | 新潟市立山潟中学校 |
| 長潟一丁目 | 全域 | 新潟市立山潟小学校 | 新潟市立山潟中学校 |
| 長潟二丁目 | 全域 | 新潟市立山潟小学校 | 新潟市立山潟中学校 |
| 長潟三丁目 | 全域 | 新潟市立山潟小学校 | 新潟市立山潟中学校 |

## 主な企業・施設
- 新潟県立野球場（HARD OFF ECOスタジアム新潟）
- 新潟県スポーツ公園

## 文化
藻たぐり甚句
堀に生えた藻を刈り取る動作を取り入れて作られた甚句。別名「長潟甚句」。

## 交通
- 新潟県道290号曽野木一日市線